# Melantiana

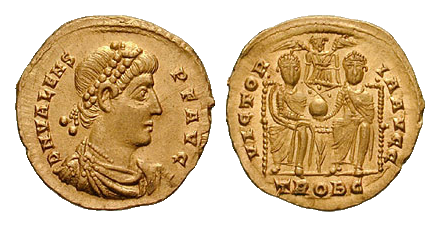
Soldo de Valente r.

Melantiana ou Melântias (em grego: Μελαντιάς; romaniz.: Melantiás) foi uma antiga vila greco-romana da Trácia, a última estação da Via Egnácia antes de Bizâncio/Constantinopla. Apesar de desconhecida sua localização exata, sabe-se por meio do Itinerário de Antonino que situava-se no rio Atira, no ponto onde desaguava no Propôntida, a 18 milhas de Bizâncio.
Em 378, o imperador romano Valente permaneceu por vários dias estacionado em sua vila próximo a Melantiana antes da famigerada Batalha de Adrianópolis. Em 559, Zabergano, cã dos cutrigures, acampou em Melantiana durante sua expedição na Trácia.